# Mój Teatr
Mój Teatr – prywatny, komediowy teatr repertuarowy, założony w 2011 roku, zlokalizowany na poznańskim Grunwaldzie, a wcześniej na Jeżycach.

## Historia

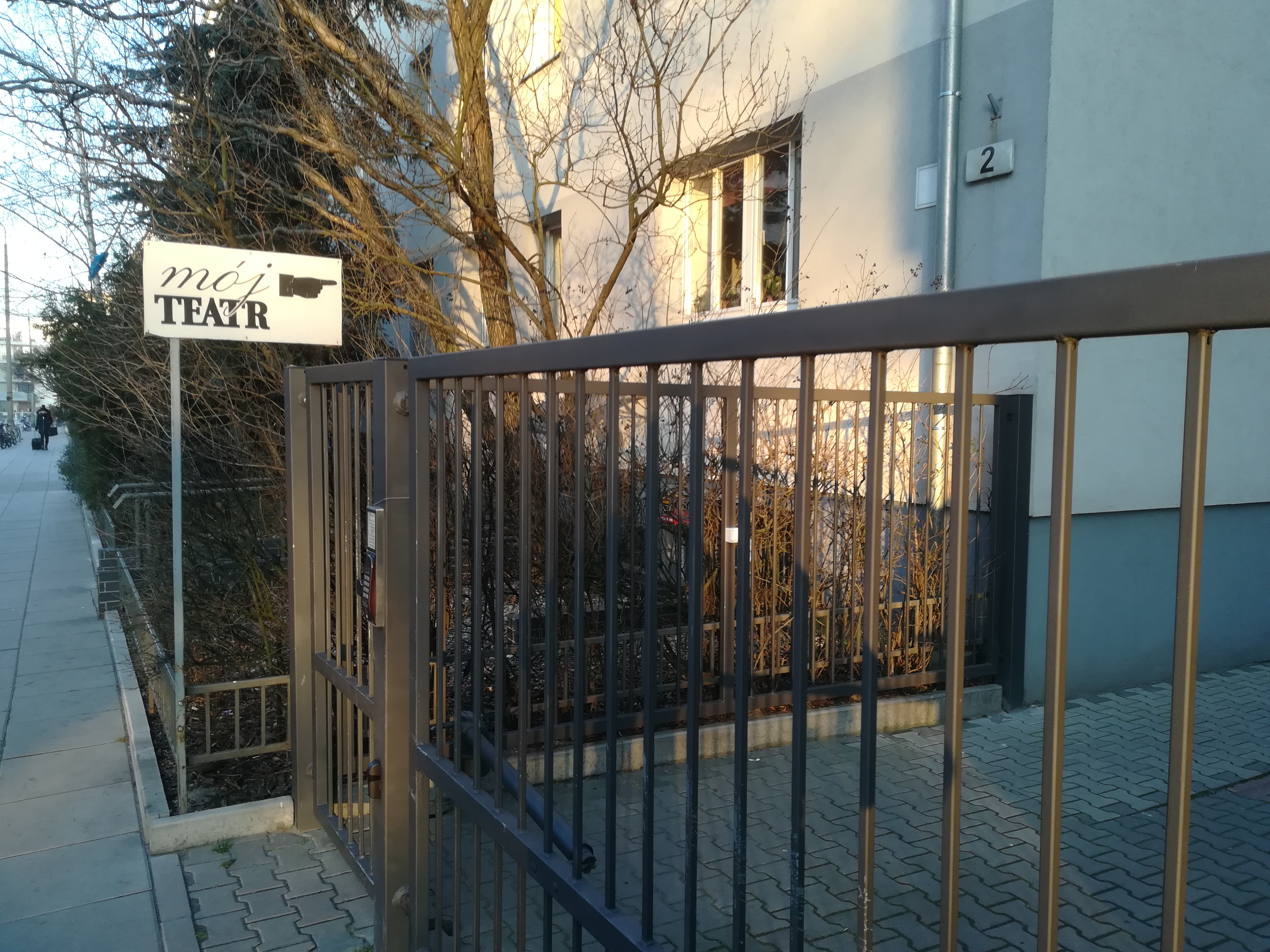
Wejście do teatru od strony ul. Gorczyczewskiego (2020)

Teatr zainaugurował swoją działalność 22 września 2011 z inicjatywy poety i dramaturga Marka Zgaińskiego. Jest to scena kameralna, posiada obecnie 76 miejsc na widowni (w pierwotnej siedzibie - 49). W ramach Sceny Muzycznej w teatrze odbywają się także koncerty (np. Aresa Chandzinikolau). Spektakle Mojego Teatru zdobywały nagrody m.in. na łódzkim Festiwalu Monodramu „MONOwMANU” odbywającym się w Teatrze Małym w Manufakturze oraz Ogólnopolskim Festiwalu Teatrów Jednego Aktora (OFTJA) na deskach Teatru im. Wilama Chorzycy w Toruniu.

## Zespół Mojego Teatru
W zespole Mojego Teatru pracują aktorzy wielkopolskich i poznańskich scen, między innymi Teatru Nowego im. Tadeusza Łomnickiego, Teatru Polskiego oraz Teatru im. Aleksandra Fredry w Gnieźnie,  m.in.: Katarzyna Terlecka, Agnieszka Różańska, Aleksandra Radwańska, Janusz Andrzejewski, Mariusz Puchalski, Katarzyna Węglicka, Wiesław Krupa, Tadeusz Drzewiecki, Lech Gwit, Andrzej Szczytko, Piotr Zawadzki i Tadeusz Falana.